# Sabarmati Ashram
De Sabarmati Ashram was de woning en het bezinningsoord van Mahatma Gandhi in India waar hij van medio 1917 tot begin 1930 verbleef. Het is nu een Nationaal Monument van India, en een museum over zijn leer en leven.
De Gandhi Ashram was een verblijfplaats van een groep gelijkgestemden, een hindoeïstische gemeenschap, door Mohandas Karamchand Gandhi (Gandhi's echte naam) gesticht in 1915 in de toenmalige hoofdstad van de Indiase deelstaat Gujarat, Ahmedabad. Men vestigde zich samen, eerst in de Kocharab Bungalow van Jivanlal Desai op 25 mei 1915. In 1917 verhuisden ze naar de definitieve locatie van de ashram, een kluizenaarswoning waar Gandhi gedurende 12 jaar van zijn leven zou verblijven. De ashram werd gebouwd aan de oevers van de Sabarmati in de onmiddellijke omgeving van Ahmedabad, ongeveer 4 kilometer ten noorden en stroomopwaarts van het stadscentrum. Gandhi wilde de ruimte gebruiken om een aantal samenlevingsexperimenten uit te voeren, waaronder landbouwmethoden uitproberen, een diervriendelijke en respectvolle veeteelt opzetten en het weven van khadi met een spinnewiel (charkha) propageren. Deze experimenten ondersteunden ook zijn betrachting afhankelijkheid van buitenlandse productie voor India af te wijzen en met de swadeshi, of boycot van buitenlandse producten, de zelfredzaamheid, de onafhankelijkheid (swaraj) en het eergevoel van de Indiase samenleving te verhogen.
Vanuit de ashram bepleitte Gandhi de Ahimsa en werkte hij de Satyagraha-filosofie uit. Vele nationale en internationale prominenten begaven zich naar de Sabarmati Ashram om Gandhi te ontmoeten. 
In de ashram leefde Gandhi met zijn echtgenote Kasturba Gandhi. Hun oudste zoon, Harilal Gandhi, had de familiebanden verbroken. De tweede zoon, Manilal Gandhi, was na Gandhi's terugkeer naar India vanuit Zuid-Afrika, na een korte periode zelf terug naar het hem vertrouwde Zuid-Afrika vertrokken en had daar zijn leven uitgebouwd. De derde zoon, Ramdas Gandhi, was hoewel minder bereid tot de opofferingen en armoede van de Gandhi's in de ashram, in regelmatig contact met zijn ouders en actief in de Indiase onafhankelijkheidsbeweging. De jongste zoon en het vierde kind, Devdas Gandhi, verbleef regelmatig in de ashram en steunde zijn vader in vele acties en deelde de gevangenistijden met hem.
Anderen die al dan niet regelmatig op de ashram verbleven waren Gandhi's persoonlijke secretaris, Mahadev Desai, Vallabhbhai Patel, Jivatram Bhagwandas Kripalani en de Engelse Madeleine Slade, door Gandhi Mirabehn genoemd.
Op 12 maart 1930 begon Gandhi van hieruit aan zijn zoutmars. Hij zou nooit nog kunnen terugkeren naar de Ashram. De golf van burgerlijke ongehoorzaamheid die hierdoor ontstond zou leiden tot de onafhankelijkheid van India.
Zijn vroegere woning werd beschermd als Nationaal monument, en omgebouwd tot het Gandhi Smarak Sangrahalay-museum ontworpen door architect Charles Correa. Aan de woning werd een omvangrijke bibliotheek en een beeldengalerij toegevoegd. Ook zijn vroegere kamer, met zijn spinnewiel, de Satyagraha-tafel en zijn zitmat zijn te bezichtigen. Het monument en museum werd ingehuldigd door de toenmalige Indiase premier Jawaharlal Nehru, die zelf regelmatig in de ashram met zijn vriend en bondgenoot Gandhi had overlegd.